# Nove Jîttea, Cernivți
Nove Jîttea (în ucraineană Нове Життя) este un sat în comuna Babciînți din raionul Cernivți, regiunea Vinnița, Ucraina.

## Demografie
Componența lingvistică a localității Nove Jîttea
     Ucraineană (100%)
Conform recensământului din 2001, toată populația localității Nove Jîttea era vorbitoare de ucraineană (100%).